# Karl Schultheiss (Maler)

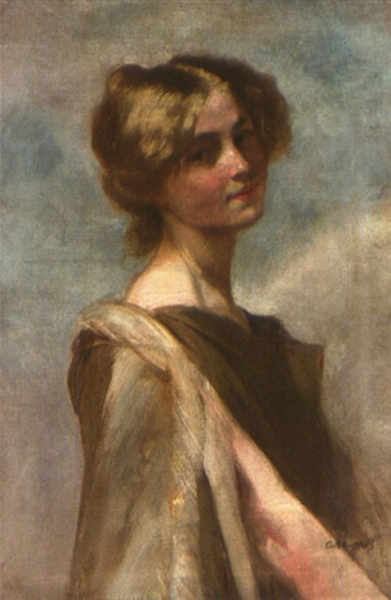
Mädchenporträt

Karl Schultheiss (* 21. August 1852 in München; † 21. Januar 1944 ebenda) war ein deutscher Maler und Grafiker. 

## Leben
Er war Sohn des Malers und Grafikers Albrecht Fürchtegott Schultheiss (1823–1909) und Ehemann der Malerin Natalie Schultheiss, geb. Hampel.
Ab 1870 studierte er Malerei an der Münchner Kunstakademie bei Wilhelm von Diez und Johann Leonhard Raab.
Schultheiss war als Genre- und Historienmaler tätig. Er gestaltete dekorative Malereien für das Schloss Herrenchiemsee (Einnahme von Valenciennes unter Ludwig XIV., Bündnis mit den Schweizern, Ordensfest in der Schlosskapelle zu Versailles), Café Luitpold, Ratskeller, Pschorr-Hallen und Neue Post in München.
In der Zeit des Nationalsozialismus war Schultheiss Mitglied der Reichskammer der bildenden Künste. Für diese Zeit ist seine Teilnahme an zehn großen Ausstellungen sicher belegt.
Schultheiss wurde auf dem Münchner Westfriedhof bestattet.

## Werke (Auswahl)
- Belagerung von Antwerpen, Leinwand, 190 × 150 cm, Supraporte, Museum Neues Schloss Herrenchiemsee
- Besuch Ludwigs XIV. in der Pariser Akademie der Wissenschaften, Leinwand, 210 × 150 cm. Supraporte, Museum Neues Schloss Herrenchiemsee
- Einnahme von Valenciennes, Leinwand, 95 × 150 cm. Supraporte, Museum Neues Schloss Herrenchiemsee
- Empfang bei Fontenay, Leinwand, 190 × 150 cm. Supraporte, Museum Neues Schloss Herrenchiemsee
- Krönung Ludwig XV. in Reims, Leinwand, 200 × 120 cm. Supraporte, Museum Neues Schloss Herrenchiemsee
- Ordensfest in der Schloßkapelle zu Versailles, Leinwand, 200 × 120 cm. Supraporte, Museum Neues Schloss Herrenchiemsee
- Die Flucht nach Ägypten, Leinwand, 75 × 55 cm, Bayerische Staatsgemäldesammlungen München
- Mädchenkopf, Öl auf Leinwand, 50 × 44 cm, Neue Pinakothek München
- Sigurd bei Gunnar, 106 × 283 cm, Wandgemälde, Schloss Neuschwanstein
- Wassermühle, 1873, Leinwand, 49 × 61,5 cm, Von der Heydt-Museum